# Messier 29
Messier 29 (také M29 nebo NGC 6913) je malá ale dobře známá otevřená hvězdokupa v souhvězdí Labutě s magnitudou 6,6. Objevil ji Charles Messier 29. července 1764. Hvězdokupa je od Země vzdálená okolo 5 000 světelných let a navzdory svým malým rozměrům je v dosahu i malých dalekohledů.

## Pozorování

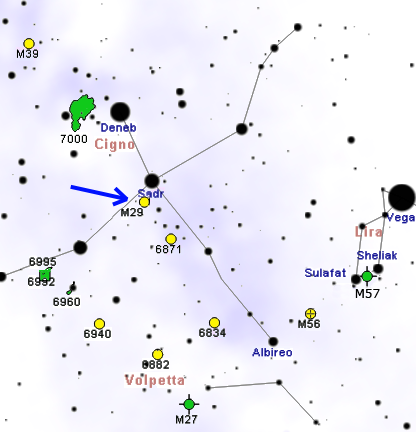
Poloha M 29 v souhvězdí Labutě.

M29 je možné snadno nalézt přibližně 1,5° jižně od hvězdy Sadr (γ Cygni) na okraji Velké trhliny v Labuti. Je viditelná i triedrem, který ji ukáže jako jasnou skvrnu v bohatém hvězdném poli, plném hvězd zejména v severozápadní oblasti. Pomocí triedru 8x30 se hledá těžko a její vzhled je zrnitý nebo mlhavý bez náznaku hvězd. Větší triedr 10x50 její vzhled příliš nevylepší, ale za průzračně tmavých nocí je možné se s ním pokusit obtížně rozlišit některé hvězdy. Nejvhodnější přístroj k pozorování této hvězdokupy je malý hvězdářský dalekohled. Ten dokáže již při průměru 100 mm rozlišit všechny její hlavní hvězdy, kterých je přibližně dvacet, z nichž šest je uspořádaných tak, že vytváří asterismus velmi dobře připomínající tvar souhvězdí Pegase.
Ještě větší dalekohledy umožňují zahlédnout až 30 hlavních hvězd.
Hvězdokupa leží uvnitř pásu Mléčné dráhy, proto se v jejím okolí nachází mnoho dalších otevřených hvězdokup a mlhovin, například 2,5° západně leží mlhovina Srpek, 4,5° jihozápadně otevřená hvězdokupa NGC 6871, 2,5° severně otevřená hvězdokupa NGC 6910 a 10° severovýchodně mlhovina Severní Amerika.
Hvězdokupu je možné pozorovat z obou zemských polokoulí, i když její severní deklinace značně zvýhodňuje její pozorovatele na severní polokouli, kde během letních nocí vychází vysoko na oblohu, zatímco na jižní polokouli v oblastech více vzdálených od rovníku vychází pouze nízko nad severní obzor. Přesto je tedy pozorovatelná ze všech obydlených oblastí Země. Nejvhodnější období pro její pozorování na večerní obloze je od června do listopadu.

## Historie pozorování
Hvězdokupu objevil Charles Messier 29. července 1764 během hledání komet a popsal ji takto: "hvězdokupa tvořená 7 nebo 8 malými hvězdami. V dalekohledu s ohniskovou délkou 3,5 stopy vypadá jako mlhovina." Velmi málo pozorovatelů zanechalo její popis. William Parsons v této oblasti pozoroval jednu dvojhvězdu a její složky popsal jako "jednu žlutavou a jednu šedivou hvězdu." Camille Flammarion hvězdokupu popsal jako "souostroví v bohatém hvězdném poli."

## Vlastnosti

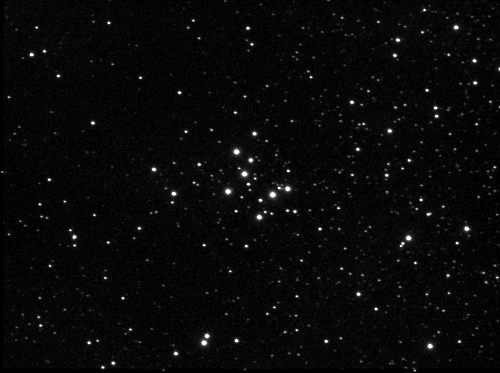
Hvězdokupa M 29 na amatérském snímku. Autor: Ole Nielsen.

Vzdálenost této hvězdokupy je velmi nejistě udávána v rozsahu 4 000 až 7 200 světelných let a souhrnný katalog otevřených hvězdokup z roku 2002 udává její vzdálenost na 5 000 světelných let. Nejistota v odhadu vzdálenosti je způsobena obrovským množstvím hmoty v mezihvězdném prostředí (až 1000x více než je průměr) nacházejícím se mezi Zemí a touto hvězdokupou, což velmi ztěžuje výpočet této vzdálenosti. Hvězdokupa totiž leží blízko Velké trhliny v Labuti, což je rozsáhlá soustava molekulárních mračen, od které se ovšem liší galaktickou šířkou. Hvězdokupu tvoří asi padesát hvězd a je částečně stíněna mezihvězdným prachem. Také její poloha ve velmi hustě obsazené části oblohy přispívá k tomu, že vypadá nevýrazně. Členové hvězdokupy mají rozsah magnitud 8,4 až 13,9. Jejích nejjasnějších sedm hvězd, výrazní hvězdní obři, mají magnitudu 8,4 až 10,8 a k dalším méně jasným členům mají výrazný odstup, protože hvězdokupa neobsahuje žádné hvězdy v rozsahu magnitud 10,8 až 11,8.
Stáří hvězdokupy se odhaduje na 5 až 10 milionů let a jejích 5 nejjasnějších hvězd jsou všichni obři spektrální třídy B0. Zdánlivá magnituda nejjasnější hvězdy se obvykle udává na hodnotě 8,4, označení této hvězdy je HD 194378 a ve skutečnosti jde o zákrytovou proměnnou hvězdu, jejíž jasnost kolísá v rozsahu 8,53 až 8,67 s periodou 2,7 dne.
Její označení jako proměnné hvězdy je V2031 Cygni. Šest členů hvězdokupy je jasnějších 9,5 magnitudy, což je obecně hraniční hodnota pozorovatelnosti hvězdy v triedru 10x50.